# Кармакшинський район
Кармакши́нський район (каз. Қармақшы ауданы, рос. Кармакшинский район) — адміністративна одиниця у складі Кизилординської області Казахстану. Адміністративний центр — село Жосали.

## Історія
В радянські часи район називався Кармакчинський район.

## Населення
Населення — 51730 осіб (2021; 50106 у 2009, 45355 у 1999, 40688 у 1989).
Національний склад (станом на 2016 рік):
- казахи — 52191 особа (96,73 %)
- турки — 1116 осіб
- росіяни — 266 осіб
- корейці — 209 осіб
- татари — 40 осіб
- азербайджанці — 32 особи
- узбеки — 29 осіб
- чеченці — 27 осіб
- уйгури — 13 осіб
- киргизи — 13 осіб
- білоруси — 5 осіб
- німці — 4 особи
- українці — 4 особи
- марійці — 1 особа
- інші — 6 осіб

## Склад
До складу району входять 14 сільських округів:
| Поселення                            | Площа, км² | Населення, осіб (1989) | Населення, осіб (1999) | Населення, осіб (2009) | Населення, осіб (2021) | Центр                | Населені пункти |
| ------------------------------------ | ---------- | ---------------------- | ---------------------- | ---------------------- | ---------------------- | -------------------- | --------------- |
| 3 інтернаціональний сільський округ  | 17,47      | 2332                   | 2506                   | 2561                   | 2443                   | 3 інтернаціонал      | 1               |
| Акайський сільський округ            | 6,79       | -                      | 1243                   | 3853                   | 5478                   | Акай                 | 1               |
| Акжарський сільський округ           | 44,25      | 2339                   | 2464                   | 2293                   | 1807                   | Акжар                | 1               |
| Актобинський сільський округ         | 33,82      | 2112                   | 2066                   | 2214                   | 1621                   | Актобе               | 1               |
| Дауилкольський сільський округ       | 55,18      | 2165                   | 2347                   | 2240                   | 1728                   | Турмаганбет          | 1               |
| Жанажольський сільський округ        | 54,06      | 2015                   | 2258                   | 1766                   | 2147                   | Дур-Онгар            | 1               |
| Жосалинський сільський округ         | 68,70      | 19831                  | 19380                  | 19367                  | 20351                  | Жосали               | 5               |
| Жосалинський сільський округ         | 124,98     | 957                    | 869                    | 526                    | 468                    | Торебай-бі           | 1               |
| імені Алдашбай-ахуна сільський округ | 64,33      | -                      | 947                    | 927                    | 727                    | імені Алдашбай-ахуна | 1               |
| Іркольський сільський округ          | 74,48      | 1354                   | 1172                   | 912                    | 676                    | Іркольське           | 1               |
| Кармакшинський сільський округ       | 75,83      | 2658                   | 1600                   | 1343                   | 1163                   | Абила                | 3               |
| Комекбаєвський сільський округ       | 127,32     | 3191                   | 1314                   | 1625                   | 1398                   | імені Комекбаєва     | 3               |
| Куандар'їнський сільський округ      | 63,00      | 1734                   | 1213                   | 931                    | 719                    | Куандарія            | 1               |
| Торетамський сільський округ         | 2,72       | -                      | 5976                   | 9548                   | 11004                  | Торетам              | 1               |

## Найбільші населені пункти
Населені пункти з чисельністю населення понад 1000 осіб:
| № | Населений пункт  | Населення, осіб (1999) | Населення, осіб (1999) | Населення, осіб (2009) | Населення, осіб (2021) |
| - | ---------------- | ---------------------- | ---------------------- | ---------------------- | ---------------------- |
| 1 | Жосали           | 19509                  | 18997                  | 18983                  | 20182                  |
| 2 | Торетам          | -                      | 5976                   | 9548                   | 11004                  |
| 3 | Акай             | -                      | 1243                   | 3853                   | 5478                   |
| 4 | 3 інтернаціонал  | 2144                   | 2374                   | 2561                   | 2443                   |
| 5 | Дур-Онгар        | 1974                   | 2229                   | 1726                   | 2147                   |
| 6 | Акжар            | 1700                   | 2436                   | 2231                   | 1807                   |
| 7 | Турмаганбет      | 2129                   | 2347                   | 2240                   | 1728                   |
| 8 | Актобе           | 950                    | 2066                   | 2214                   | 1621                   |
| 9 | імені Комекбаєва | 2311                   | 1301                   | 1063                   | 1299                   |

## Транспорт
Дороги районного значення:
| Індекс | Назва                                            | Довжина, км |
| ------ | ------------------------------------------------ | ----------- |
| KNC-1  | Самара-Шимкент — Торебай-бі                      | 24          |
| KNC-2  | Самара-Шимкент — Іркол                           | 5           |
| KNC-3  | Самара-Шимкент — Жанажол                         | 7           |
| KNC-4  | Самара-Шимкент — ІІІ Інтернаціонал               | 1           |
| KNC-5  | Самара-Шимкент — Актобе                          | 1           |
| KNC-6  | Самара-Шимкент — Акжар — Турмаганбет — Комекбаєв | 98          |
| KNC-7  | Самара-Шимкент — Торетам                         | 2           |
| KNC-8  | Жалагаш-Жосали — Кармакши                        | 1           |
| KNC-9  | Жалагаш-Жосали — Кизилтам                        | 4,6         |
| KNC-10 | Жалагаш-Жосали — Марал-Ішан                      | 6,5         |
| KNC-11 | Об'їздна Торетам-Акай                            | 5,3         |